# Enneakrounos

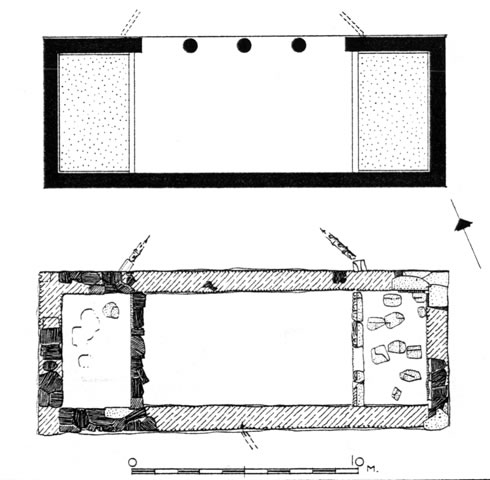
La pianta della fontana di SE dell'agorà di Atene

La fontana Ennéacrounos (o Enneakrounos, "dalle nove bocche"), identificata anche come la fontana di sud-est, è una fontana monumentale dell'agorà di Atene, datata al 530 a.C., costruita durante il regno di Pisistrato. È la prima fontana pubblica del mondo occidentale.

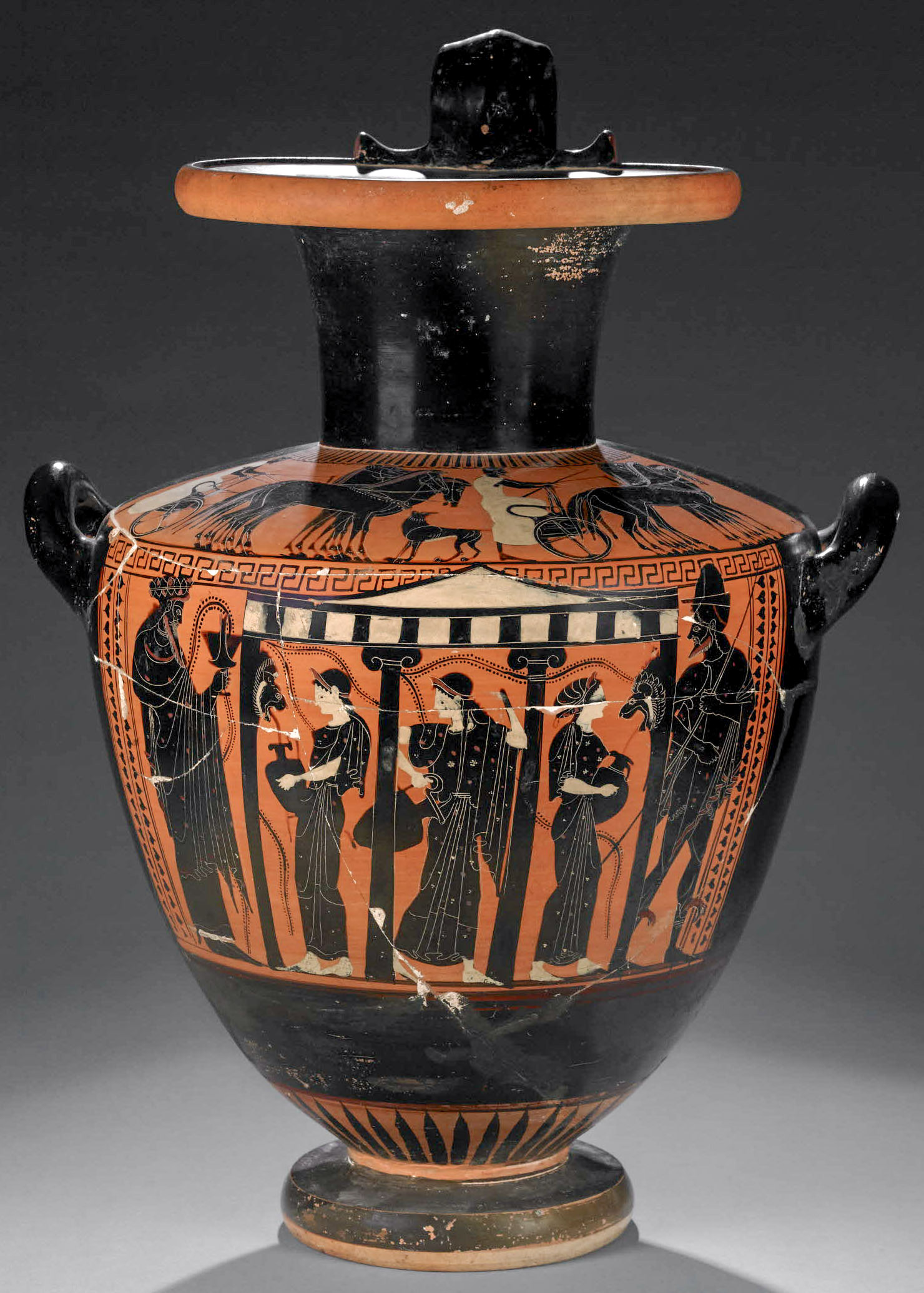
Hydria del pittore di Priamo (510 a. C. circa), British Museum, Londra

Chiamata in origine Kallirhoe, dal bel flusso, ad indicare un flusso abbondante di acqua, la fonte prende il nome di "Enneakrunos", dalle nove bocche, dopo la risistemazione edilizia e idraulica della città di Atene da parte di Pisistrato e dei suoi figli. Non si conosce esattamente la posizione di questa fonte, di cui si hanno varie testimonianze e ipotesi. Durante l'età di Pisistrato emerge una forte diffusione divulgativa della creazione di un nuovo sistema idrico, moltissime hydriai, vasi destinati al trasporto dell'acqua hanno delle raffigurazioni con fontane e scene di donne (in prevalenza) che si recano alla fonte.

## Ipotesi sulla collocazione

### La fonte di Sud-Est dell'Agorà
La testimonianza di Pausania afferma che la fonte conosciuta come Enneakrunos si trovi nell'agorà, conosciuta come la cosiddetta Fontana di Sud-est. Tuttavia gli studiosi non sono d'accordo su questa ipotesi, in quanto la struttura rinvenuta alle pendici della collina dell'Aeropago non poteva ospitare un numero così elevato di bocche. È oggi visibile solo in negativo nell'Agorà di Atene, difficilmente riconoscibile dietro la chiesa dei Santi Apostoli. 

### La fonte presso l'Ilisso
Più probabilmente la fontana passata alla storia come Enneakrunos è identificabile con i resti rinvenuti presso la valle del fiume Ilisso, dove sono stati rinvenuti due cisterne e un parapetto attribuibili ad una fontana (Travlos 1971, p. 204). Questa ipotesi è suffragata dalla testimonianza di Tucidide, che appunto dice che la fonte si trovasse nella valle fluviale.